# Memorial Necrópole Ecumênica
Il Memorial Necrópole Ecumênica è un cimitero sito a Santos, nel quartiere Marapé, nello stato di San Paolo. La sua costruzione iniziò nel 1983, la prima sepoltura avvenne il 28 luglio 1984 e venne in definitiva completato nel 1991. 

## Descrizione
Si tratta di un cimitero costruito in verticale ed è riconosciuto dal Guinness World Records per essere il cimitero più alto del mondo; composto da 14 piani, è alto 108 metri, occupa un'area di 1.8 ettari di terreno e contiene circa 16.000 tombe.

## Personalità sepolte
- Herminio Olinto de Carvalho - calciatore
- Pelé - calciatore